# Kolonia Nowogródek Pomorski
Kolonia Nowogródek Pomorski [[:en:Wikipedia:IPA for Polish|[kɔˈlɔɲa nɔvɔˈɡrudɛk pɔˈmɔrsk]] i] là một ngôi làng thuộc khu hành chính của Gmina Nowogródek Pomorski, thuộc quận Myślibórz, West Pomeranian Voivodeship, ở phía tây bắc Ba Lan.
Trước năm 1945, khu vực này là một phần của Đức. Đối với lịch sử của khu vực, xem Lịch sử của Pomerania.